# Bernabé Cobo
Bernabé Cobo y Peralta (Lopera, 26 novembre 1580 – Lima, 9 ottobre 1657) è stato un gesuita, naturalista e scrittore spagnolo.

## Biografia

### Origini
La data di nascita di Bernabé Cobo è ignota ma si sa che fu battezzato il 26 novembre 1580, secondo gli atti ritrovati in Lopera dallo storico A. Vásquez de la Torre. Era il quinto dei sei figli avuti da Juan Cobo e Catalina de Peralta, una famiglia della nobiltà minore di Jaén, che si sostentava grazie a vaste proprietà di uliveti.
Il giovane Bernabé crebbe nella tenuta di famiglia, dedito soprattutto ad occupazioni campestri che avrebbero lasciato una traccia indelebile nella sua personalità. La sua educazione letteraria fu elementare consentogli soltanto di apprendere a leggere e scrivere.
Da buon "hidalgo", non apprese alcun mestiere, e fu giocoforza per lui cercare nell'avventura lo scopo della vita. Credette di trovarla nelle Americhe che, allora, richiamavano molti giovani, come lui desiderosi di conquistare con le armi una vita degna di essere vissuta.

### In America Centrale
Nel 1596, ammaliato dai racconti e dalle promesse di Antonio de Berrio, si imbarcò alla volta dell'isola di Trinidad assieme ad altri duemila sognatori, come lui certi di acquisire, in breve, fama e ricchezze. Il risveglio da tante illusioni fu quanto mai acerbo. L'isola non era in grado di nutrire un così grande numero di persone e fu necessario evacuarne una parte verso le colonie sull'Orinoco.
Il trasferimento non avvenne però tranquillamente perché una buona metà dei transfughi venne intercettata dagli indigeni, i temibili "caribe" e incontrò la morte con eccezione delle donne che vennero ridotte in schiavitù. Cobo, per sua fortuna non era della partita e aveva veleggiato verso l'isola Hispaniola dove sarebbe rimasto per un anno.
Per sopravvivere il giovane avventuriero partecipò a numerose escursioni sulle navi che percorrevano i Caraibi, trasferendosi poi a Panama sui bordi del Pacifico.
In uno di questi viaggi avvenne l'incontro destinato a cambiare la sua vita. Il Generale dei Gesuiti, Claudio Acquaviva, aveva inviato un suo incaricato, Esteban Páez, a visitare il Perù e questi, viaggiando con Cobo, strinse una profonda amicizia con il giovane. Colpito dalle doti, che il suo carattere lasciava intravedere, si offrì di iscriverlo nel Collegio dei Gesuiti di Lima per approfondire la sua educazione.
Cobo accettò con entusiasmo e, nel 1599, cominciò a frequentare i corsi del prestigioso Collegio assieme ai figli dei più autorevoli personaggi della colonia peruviana.

### In Perù
Inizialmente Cobo, nel Collegio di San Martín di Lima, attese soltanto a acquisire quelle nozioni che mancavano alla sua educazione elementare, ma la vita pia dell'ambiente risvegliò in lui una vocazione che dimorava latente nel suo animo e che lo convinse ad abbracciare la vita religiosa.
Al termine dei primi due anni, chiese pertanto di restare e di entrare nella Compagnia di Gesù. Accettato dai suoi superiori, proseguì gli studi prescritti e, il 18 ottobre del 1603, pronunciò i primi voti religiosi. Doveva, però, completare i suoi studi, cosa che compì con ardore, frequentando, negli anni successivi, i corsi di "Humanidades", di Arte e di Filosofia.
Nel 1609 venne destinato al Cuzco dove sarebbe rimasto per quattro anni. Durante la permanenza nella antica capitale degli Inca, si recò anche, nel 1610, a Tiahuanaco e a La Paz. Pur esercitando attivamente la sua missione religiosa, approfittò della residenza sull'altipiano andino per apprendere gli idiomi locali e si fece interprete sia del quechua, sia dell'aymara.
Al Cuzco si legò in amicizia con Alonso Topa Atau, un nipote dell'antico sovrano Huayna Cápac e, per il suo tramite, ebbe accesso alle tradizioni incaiche ancora gelosamente conservate. Intanto osservava e catalogava tutte le specie animali e vegetali del paese.
Dopo una parentesi in Lima, in cui completò i suoi ultimi studi ecclesiastici, ritornò sull'altipiano e precisamente a Juli sul Titicaca. Visitò Potosí, Oruro e Chucuito e percorse tutto il Collao, sempre annotando ogni particolarità che gli sembrasse degna di nota. Nel 1618 si trasferì sulla costa, sistemandosi ad Arequipa per oltre tre anni. Non gli sfuggirono le curiosità del luogo e compì delle mirate escursioni a Nazca, Ica e Pisco, sedi di antiche civiltà precedenti quella degli Inca.
Aveva intanto concepito il vasto disegno di scrivere una Storia del Nuovo Mondo dando risalto a tutti i suoi molteplici aspetti, storici anzitutto, ma anche e soprattutto evidenziandone le particolarità naturali, con particolare riguardo al mondo vegetale ed animale.
Dopo un ritorno sull'altipiano chiese pertanto di essere trasferito in Messico per studiare quel paese remoto di cui aveva solo delle conoscenze teoriche. Il padre Muzio Vitelleschi, il nuovo generale dell'Ordine, aveva delle perplessità al proposito, ma accondiscese infine al trasferimento e Bernabé Cobo poté abbandonare il Perù nel 1629.

### In Messico
La permanenza in Messico e nelle terre limitrofe sarebbe durata ben tredici anni, fino al 1643 e sarebbe stata consacrata alle ricerche botaniche e zoologiche, inframezzate da investigazioni storiche di tutto rilievo.
Il Nicaragua e il Guatemala non sfuggirono alle mire del solerte ricercatore che, trasferendosi da una sede del suo Ordine all'altra, ebbe modo di visitare entrambi i paesi rimanendo per ben sette anni in Guatemala. Le osservazioni che ne riportò faranno della sua opera quanto di più approfondito venne prodotto, in quel secolo, sulle materie specifiche dei suoi studi.
Bernabé Cobo, già nel 1633 riteneva ultimate le sue ricerche nei territori messicani, ma avrebbe dovuto attendere ancora molti anni prima di avere l'autorizzazione di ritornare nel Perù che ormai riteneva la sua patria di adozione.

### Ultimi anni
Nel 1643 poté finalmente ritornare a Lima. Aveva ormai sessantatré anni, ma la sua opera non era ancora finita. Dal Colegio de San Pablo de Lima , sua ultima residenza, continuò, con una lena infaticabile, a perfezionare ed ordinare la raccolta delle innumerevoli nozioni che aveva accumulato per tutto il corso della sua vita.
Non smise tuttavia di praticare delle osservazioni dirette e, in quegli anni, per esempio, notò la caratteristica della corrente fredda dell'Oceano Pacifico che sarebbe stata in seguito conosciuta come la Corrente di Humboldt.
Cobo morì infine, in Lima, il 9 ottobre del 1657. Aveva settantasette anni ed era nelle Indie da sessantuno. Di questi, quarantotto li aveva passati in Perù.

## Opere
L'opera fondamentale di Cobo è intitolata "Historia del Nuevo Mundo".
Si compone di tre parti.
- La prima racchiude quattordici libri che trattano della natura e qualità del territorio con tutte le cose che vi si trovano.
- La seconda consta di quindici libri dedicati alla storia del Perù.
- La terza, anch'essa di quattordici libri ha per oggetto la storia del Messico e dei territori limitrofi, nonché la descrizione delle isole di ambo gli oceani fino alle Filippine e alle Molucche.

Solamente la prima parte ci è pervenuta, unitamente a tre libri sulla fondazione di Lima che originariamente dovevano far parte dell'opera generale.
La parte scientifica di questi scritti è soprattutto notevole perché tutte le notizie e le osservazioni che vi sono riportate sono frutto di investigazioni dirette da parte del suo autore. La massa di dati che sono presenti in queste pagine la fanno somigliare ad una vera e propria enciclopedia in cui tutte le proprietà geografiche, minerali, vegetali e animali sono esaminate.
La parte storica era basata, per quanto riguarda il Messico, su una relazione poco conosciuta di un capitano spagnolo, Bernardino Vásquez de Tapia.
Per quanto riguarda il Perù, la traccia di base era la relazione di Pedro Pizarro, ma Cobo aveva effettuato ricerche approfondite anche presso gli archivi ecclesiastici dell'epoca, assimilando notizie contenute in documenti oggi andati perduti.
Notevole è soprattutto la parte della relazione sui ceque del Cuzco, già esplicitata da Cristóbal de Molina.

## Edizioni
- Historia del Nuevo Mundo
  - in Bibl. Aut. Esp. Tomi XCI-XCII Madrid 1956
- Fundacion de Lima
  - in Bibl. Aut. Esp. Tomo XCII Madrid 1956